# 10 000 mètres masculin aux championnats du monde d'athlétisme 1999
Navigation
Athènes 1997 Edmonton 2001
L'épreuve du 10 000 mètres masculin des championnats du monde d'athlétisme 1999 s'est déroulée le 24 août 1999 au Stade olympique de Séville, en Espagne. Elle est remportée par l'Éthiopien Haile Gebreselassie.

## Résultats

### Finale
| Rang               | Athlète              | Pays           | Temps          |
| ------------------ | -------------------- | -------------- | -------------- |
| Médaille d'or      | Haile Gebrselassie   | Éthiopie       | 27 min 57 s 27 |
| Médaille d'argent  | Paul Tergat          | Kenya          | 27 min 58 s 56 |
| Médaille de bronze | Assefa Mezgebu       | Éthiopie       | 27 min 59 s 15 |
| 4                  | Girma Tolla          | Éthiopie       | 28 min 02 s 08 |
| 5                  | António Pinto        | Portugal       | 28 min 03 s 42 |
| 6                  | Habte Jifar          | Éthiopie       | 28 min 08 s 82 |
| 7                  | Benjamin Maiyo       | Kenya          | 28 min 14 s 98 |
| 8                  | Kamiel Maase         | Pays-Bas       | 28 min 15 s 58 |
| 9                  | David Chelule        | Kenya          | 28 min 17 s 77 |
| 10                 | Khalid Skah          | Maroc          | 28 min 25 s 10 |
| 11                 | Hendrick Ramaala     | Afrique du Sud | 28 min 25 s 57 |
| 12                 | Toshinari Takaoka    | Japon          | 28 min 30 s 73 |
| 13                 | João N'Tyamba        | Angola         | 28 min 31 s 09 |
| 14                 | Enrique Molina       | Espagne        | 28 min 37 s 19 |
| 15                 | Ismaïl Sghyr         | Maroc          | 28 min 41 s 49 |
| 16                 | Saïd Berioui         | Maroc          | 28 min 46 s 77 |
| 17                 | Mohamed Ezzher       | France         | 28 min 47 s 01 |
| 18                 | Kenji Takao          | Japon          | 28 min 49 s 95 |
| 19                 | José Manuel Martínez | Espagne        | 28 min 55 s 87 |
| 20                 | Satoshi Irifune      | Japon          | 29 min 04 s 09 |
| 21                 | Brad Hauser          | États-Unis     | 29 min 18 s 21 |
| 22                 | Peter Julian         | États-Unis     | 29 min 20 s 31 |
| 23                 | Enoch Skosana        | Afrique du Sud | 29 min 30 s 51 |
| 24                 | Alejandro Salvador   | Mexique        | 29 min 36 s 58 |
| 25                 | Bruno Toledo         | Espagne        | 29 min 39 s 28 |
| 26                 | Sean Kaley           | Canada         | 29 min 52 s 35 |
| 27                 | Samir Moussaoui      | Algérie        | 30 min 20 s 24 |
|                    | Shadrack Hoff        | Afrique du Sud | DNF            |
|                    | Alan Culpepper       | États-Unis     | DNF            |
|                    | Jon Brown            | Royaume-Uni    | DNF            |
|                    | Ali Mabruk El-Zaidi  | Libye          | DNF            |
|                    | Mohamed Al-Khawlani  | Yémen          | DNF            |

## Légende
Records et Performances
- AR : Record continental (area record)
- CR : Record des championnats (championship record)
- MR : Record du meeting (meet record)
- NR : Record national (national record)
- OR : Record olympique (olympic record)
- PR : Record paralympique (paralympic record)
- PB : Record personnel (personal best)
- SB : Meilleure performance personnelle de la saison (season's best)
- WL : Meilleure performance mondiale de l'année (world leader)
- WJR : Record du monde junior (world junior record)
- WR : Record du monde (world record)

Circonstances et Conditions
- DNF : N'a pas terminé (did not finish)
- DNS : N'a pas pris le départ (did not start)
- DQ : Disqualification (disqualification)
- NM : Aucun essai valable enregistré (No Mark)
- Q : Qualifié « directement » au prochain tour (ou à la prochaine compétition), lors d'une compétition majeure, grâce au classement ou à la réalisation des minima (automatic qualifier)
- q : Qualifié au prochain tour (ou à la prochaine compétition), lors d'une compétition majeure, grâce au repêchage ou à la réalisation de l'une des meilleures performances parmi celles des « non qualifiés directement » (grâce au meilleur temps ou à la meilleure distance par exemple) (secondary qualifier)